# Krchleby (okres Nymburk)
Krchleby jsou obec v okrese Nymburk ve Středočeském kraji. Leží šest kilometrů severně od Nymburku, součást Mikroregionu Nymbursko. Žije v nich 814 obyvatel a jejich katastrální území měří 813 hektarů. Prochází jimi silnice I/38 Nymburk – Mladá Boleslav.

## Název
Název Krchleby je patrně odvozen od původních obyvatel žijících v obci, kteří klonili hlavu nalevo nebo psali levou rukou. Byli tedy leváci neboli „krchňáci“.[zdroj?]

## Historie
První písemná zmínka o obci pochází z roku 1323.
V obci Krchleby (817 obyvatel) byly v roce 1932 evidovány tyto živnosti a obchody: biograf Sokol, holič, 5 hostinců, kolář, 2 kováři, obchod s obuví Baťa, 3 obuvníci, pekař, 3 řezníci, sedlář, 2 obchody se smíšeným zbožím, spořitelní a záložní spolek pro Krchleby a Všechlapy, 2 studnaři, 4 švadleny, trafika, truhlář.

## Obyvatelstvo
| Rok            | 1869 | 1880 | 1890 | 1900 | 1910 | 1921 | 1930 | 1950 | 1961 | 1970 | 1980 | 1991 | 2001 | 2011 | 2021 |
| -------------- | ---- | ---- | ---- | ---- | ---- | ---- | ---- | ---- | ---- | ---- | ---- | ---- | ---- | ---- | ---- |
| Počet obyvatel | 673  | 720  | 821  | 807  | 830  | 858  | 817  | 702  | 753  | 729  | 753  | 716  | 713  | 744  | 729  |
| Počet domů     | 96   | 114  | 123  | 125  | 139  | 157  | 193  | 216  | 212  | 203  | 219  | 264  | 275  | 284  | 291  |

## Obecní správa

### Územněsprávní začlenění
Dějiny územněsprávního začleňování zahrnují období od roku 1850 do současnosti. V chronologickém přehledu je uvedena územně administrativní příslušnost obce v roce, kdy ke změně došlo:
- 1850 země Česká, kraj Jičín, politický i soudní okres Nymburk[7]
- 1855 země Česká, kraj Mladá Boleslav, soudní okres Nymburk
- 1868 země Česká, politický okres Poděbrady, soudní okres Nymburk
- 1936 země Česká, politický i soudní okres Nymburk[8]
- 1939 země Česká, Oberlandrat Kolín, politický i soudní okres Nymburk[9]
- 1942 země Česká, Oberlandrat Hradec Králové, politický i soudní okres Nymburk[10]
- 1945 země Česká, správní i soudní okres Nymburk[11]
- 1949 Pražský kraj, okres Nymburk[12]
- 1960 Středočeský kraj, okres Nymburk
- 2003 Středočeský kraj, okres Nymburk, obec s rozšířenou působností Nymburk

### Obecní symboly
Znak a vlajka byly obci uděleny rozhodnutím předsedy Poslanecké sněmovny Parlamentu České republiky dne 16. července 2014.

## Doprava
Dopravní síť
- Pozemní komunikace – Obcí prochází silnice I/38 Kolín – Nymburk – Krchleby – Mladá Boleslav, v obci končí silnice II/332 Lysá nad Labem – Milovice – Krchleby.

- Železnice – Železniční trať ani stanice na území obce nejsou. Nejbližší železniční stanicí jsou Veleliby ve vzdálenosti tři kilometry ležící na trati 061 z Nymburka do Jičína a trati 071 z Nymburka do Mladé Boleslavi.

Veřejná doprava 2025
- Autobusová doprava – V obci stavěly autobusové linky 436 v trase Nymburk, hl. nádr. - Všechlapy - Krchleby - Vlkava, náves - Čachovice - Lipník a 499 v trase Nymburk, hl. nádr. - Všechlapy - Krchleby - Loučeň - Jabkenice - Semčice - Kolomuty - Mladá Boleslav, aut. st. (dopravce Okresní autobusová doprava Kolín, s. r. o.)